# 엘리에제르 벤 예후다

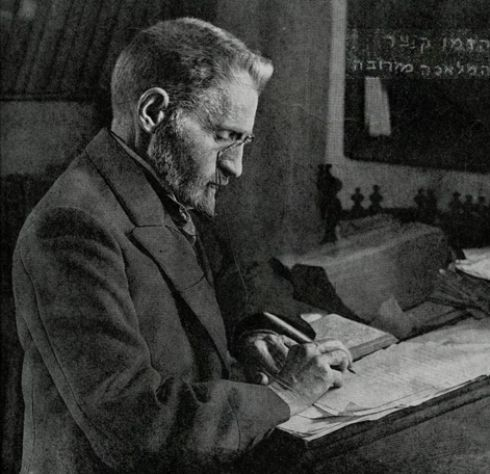
작업 중인 벤 예후다

엘리에제르 벤 예후다(히브리어: אֱלִיעֶזֶר בֶּן־יְהוּדָה, 1857년 1월 7일 ~ 1922년 12월 16일)는 이스라엘의 언어학자, 작가이다. 벨라루스 태생의 유대인으로, 후에 이스라엘로 이주하였다. 히브리어 부활의 최대 공적자로서, 사멸한 고대언어였던 히브리어를 현대적 일상언어로 탈바꿈시켰다.

## 유년기
본명은 엘리에제르 이츠하크 페를만(이디시어: לייזר יצחק פרלמן)이며, 러시아 제국 빌나 현 루시키(러시아어: Лужки)의 슈텔에서 태어났다. 동유럽의 많은 유대인 아이들과 마찬가지로 세 살때부터 종교의식등의 사용에 국한되었던 고대 히브리어와 토라(유대교 경전)을 공부하기 시작하여 12살 때는 성경과 탈무드,토라,미슈나등 여러 유대교 경전과 히브리어에 해박하였다. 그의 부모는 그가 랍비가 되기를 바랐기 때문에 유대학교인 예쉬바에 보냈으며, 그 곳에서 고대 경전을 계속 공부하면서 나중에는 세속적 히브리어 문서등과도 접촉했으며,프랑스어, 독일어, 러시아어등의 주요 외국어도 공부하게 되었다. 그는 상급 교육을 받기 위해 뒤나부르크로 보내졌고, 그곳에서 히브리어 신문 하샤하르를 접하면서 지오니즘을 접하게 되었다. 그는 이스라엘에서 히브리어가 현대적으로 부활됨으로써 이산(離散)유대인들의 동화를 막고 유대사회를 결집시킬 수 있다고 생각했다.

## 파리유학시대
고교졸업 뒤에 예후다는 파리 소르본 대학으로 유학하였다. 그는 중동 역사와 정치를 비롯한 다양한 과목을 수강하였으나, 히브리어로 강의되는 고급 히브리어과정에 특히 열중하였다. 이 과정을 거쳐, 예후다는 새 이스라엘에서 히브리어가 민중의 입말로 실용적으로 쓰일 수 있겠다는 믿음을 갖게 되었다. 파리에서 알제리의 알제로 건너간 뒤에 알제리 유대인들과 오직 히브리어로만 대화를 나누기도 했다. 이 과정에서 그는 모든 일상커뮤니케이션을 포함한 실용언어로서 히브리어의 가능성과 실용성을 실험하고 확신하게 되었다. 파리와 알제에 있던 동안에 그는 갖가지 출판물을 통해 자신의 의견을 펼쳤고, 유대인사회로부터 다양한 반응들을 이끌어냈다. 그리고 자기 신념을 실현시키기 위해 팔레스타인 이주를 마음먹는다.

## 이스라엘 거주시대
1881년 당시 오스만 제국령이던 팔레스타인으로 이주한 벤 예후다는 이디시어를 비롯한 이주민들의 다른 유대어들로부터 영향을 받지 않고 히브리어를 되살릴 방법을 모색한다. 예후다의 아이디어를 이루어줄 상대는 아들 이타마르 벤 아비였다. 예후다는 아들의 유년기를 통틀어 다른 언어와의 접촉을 철저히 금지시켰으며, 오직 히브리어로만 말을 가르쳤다. 심지어 부인이 어린 아들에게 무심코 러시아어 자장가를 불렀다고 호되게 질책했을 정도이다. 이런 철저함에 힘입어 그는 디아스포라 이후 2000년 만에 처음으로 히브리어를 모어로 하는 사람이 되었다. 1884년에는 시오니즘 히브리어 신문 하츠비(히브리어: הצבי)를 펴냈으며, 총 16권에 이르는 히브리어 대사전 발간작업을 의욕적으로 추진했다. 히브리어 위원회가 설립되었고, 이는 1953년 이스라엘 정부에 의해 히브리어 아카데미로 이어져 오늘에 이른다. 예후다의 죽음 뒤에 그와 위원회의 작업을 모은 고대 및 현대 히브리어 대사전이 발간되었다.
처음에 많은 사람들은 벤 예후다의 생각을 단지 엉뚱한 아이디어로 받아들였다. 예후다가 시오니즘 신봉자이긴 하였으나, 시오니스트 정치지도자들은 언어문제에 대해선 별다른 관심이 없었다. 또, 유대인 사회의 주도권을 쥔 집단인 아슈케나짐의 모어 이디시어의 세력은 거세었다. 그러나 점차 서로 다른 말을 쓰는 여러 곳에서 이주해온 유대인 사이의 공용어문제가 부상하면서 벤 예후다의 아이디어가 부각되어 20세기 초에 이르러서는 탄탄한 기반을 다지게 되었다.

## 개인 삶과 죽음
벤 예후다는 자매와 두 번 결혼하였다. 첫 번째 부인 드보라는 1891년 결핵으로 사망하였으며, 그녀의 자매인 헴다와 6개월후에 재혼하였다. 1922년 12월 벤 예후다도 평생 그를 괴롭혔던 결핵으로 사망하였다.히브리어가 이스라엘의 국어로 공식선포 되고 한달 후 그는 사망하였다.